# CNCINE

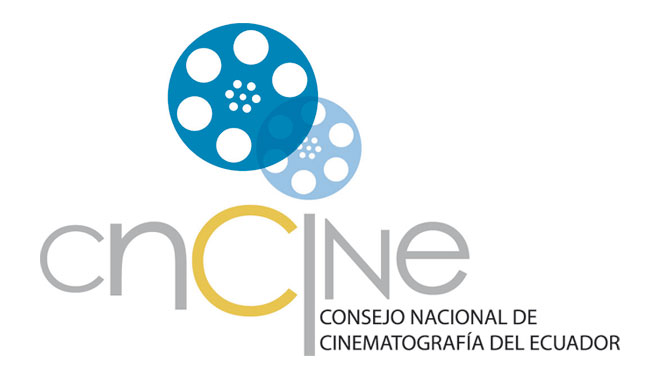

CNCINE, Consejo Nacional de Cinematografía del Ecuador, es una entidad pública creada por la Ley de Fomento del Cine Nacional de 2006, la cual instituye por primera vez una entidad estatal dedicada exclusivamente al fomento del cine ecuatoriano. Los principales méritos de dicha ley son, en primer lugar haber creado una persona jurídica de derecho público que, a más de definir y administrar las políticas domésticas de fomento del cine en Ecuador, incorporó dicho país a organismos ibero y latinoamericanos tales como la RECAM y fundamentalmente la CACI, seno de los más importantes mecanismos de coproducción regional como el Programa Ibermedia y DOCTV. La coproducción, muy escasa antes de la ley, pasó a ocupar un lugar central para el cine ecuatoriano siendo que Ibermedia jugó un rol central para ello. Ecuador, además, fue sede de la unidad técnica de la cuarta edición de DOCTV.
En segundo lugar, por mandato de la ley, CNCINE tenía la facultad de administrar el Fondo de Fomento del Cine Nacional el cual permitió un crecimiento sin precedentes del volumen de producción ecuatoriana misma que llegó a verse afectada por la escasez de pantallas en el mercado local aunque también por el desafío de mantener alta la aceptación del público ecuatoriano el cual ha favorecido especialmente al género documental
La estructura del CNCINE estaba compuesta por un directorio conformado por 7 personas, cuatro representantes del sector público y tres delegados de la profesión lo cual permitía equilibrio en la toma de decisiones. Dicho directorio, que no cumplía funciones administrativas, tenía la facultad de aprobar informes y presupuestos así como la de designar y remover al Director/a Ejecutivo/a de la entidad. La vida jurídica del CNCINE termina el 30 de diciembre de 2016, exactamente diez años después de haber sido creada la norma a través de la Ley Orgánica de Cultura de Ecuador la cual deroga la Ley de Fomento del Cine Nacional y transforma el Consejo Nacional de Cine en el Instituto de Cine y Creación Audiovisual